# Lug, Beočin
Lug (izvirno srbsko Луг) je naselje v Srbiji, ki upravno spada pod Občino Beočin; slednja pa je del Južnobačkega upravnega okraja.

## Demografija
V naselju živi 587 polnoletnih prebivalcev, pri čemer je njihova povprečna starost 35,6 let (35,4 pri moških in 35,8 pri ženskah). Naselje ima 241 gospodinjstev, pri čemer je povprečno število članov na gospodinjstvo 3,32.
To naselje je večinoma slovaško (glede na popis iz leta 2002).
|  |

| Demografija | Demografija     | Demografija     |
| Leto        | Št. prebivalcev | Št. prebivalcev |
| ----------- | --------------- | --------------- |
|             |                 |                 |
|             |                 |                 |
|             |                 |                 |
|             |                 |                 |
| 1948        | 673             |                 |
| 1953        | 733             |                 |
| 1961        | 764             |                 |
| 1971        | 775             |                 |
| 1981        | 824             |                 |
| 1991        | 864             | 849             |
| 2002        | 811             | 801             |
|             |                 |                 |

| Etnična sestava po popisu iz leta 2002 | Etnična sestava po popisu iz leta 2002 | Etnična sestava po popisu iz leta 2002 | Etnična sestava po popisu iz leta 2002 | Etnična sestava po popisu iz leta 2002 |
| -------------------------------------- | -------------------------------------- | -------------------------------------- | -------------------------------------- | -------------------------------------- |
| Slovaki                                | Slovaki                                |                                        | 772                                    | 96,37%                                 |
| Srbi                                   | Srbi                                   |                                        | 15                                     | 1,87%                                  |
| Hrvati                                 | Hrvati                                 |                                        | 6                                      | 0,74%                                  |
| Črnogorci                              | Črnogorci                              |                                        | 2                                      | 0,24%                                  |
| Romuni                                 | Romuni                                 |                                        | 2                                      | 0,24%                                  |
| Muslimani                              | Muslimani                              |                                        | 1                                      | 0,12%                                  |
| Bolgari                                | Bolgari                                |                                        | 1                                      | 0,12%                                  |
| Jugoslovani                            | Jugoslovani                            |                                        | 1                                      | 0,12%                                  |
| Neznano                                | Neznano                                |                                        | 1                                      | 0,12%                                  |